# Redgauntlet
Redgauntlet : histoire du XVIIIe siècle (en anglais, Redgauntlet. A Tale of the Eighteenth Century ) est un roman historique de l'auteur écossais Walter Scott, publié le 14 juin 1824 sous la signature « l'auteur de Waverley ».
Le récit, entièrement fictif, situé en 1766, évoque les derniers soubresauts du jacobitisme après les rébellions de 1715 et 1745 matées dans le sang par la maison de Hanovre. Groupés autour de Charles Édouard Stuart, égarés dans des valeurs désuètes, résolument à contre-courant de la marche de l'Histoire, des nobles conspirent contre George III.
Scott, homme de loi nourri des Lumières, défend la bourgeoisie. Actif partisan des Hanovres, il voit avec satisfaction la société passer d'un état de civilisation à un autre, plus réaliste. Au temps révolu de la noblesse, nous dit-il, la force primait sur le droit, la justice était confiée à des incompétents. Les hommes de loi issus de la bourgeoisie incarnent le présent. Ils défendent « la liberté et le droit de propriété ».
Le récit comporte le plus célèbre des contes de Walter Scott, l'histoire de Willie le voyageur.

## Genèse

### Sources

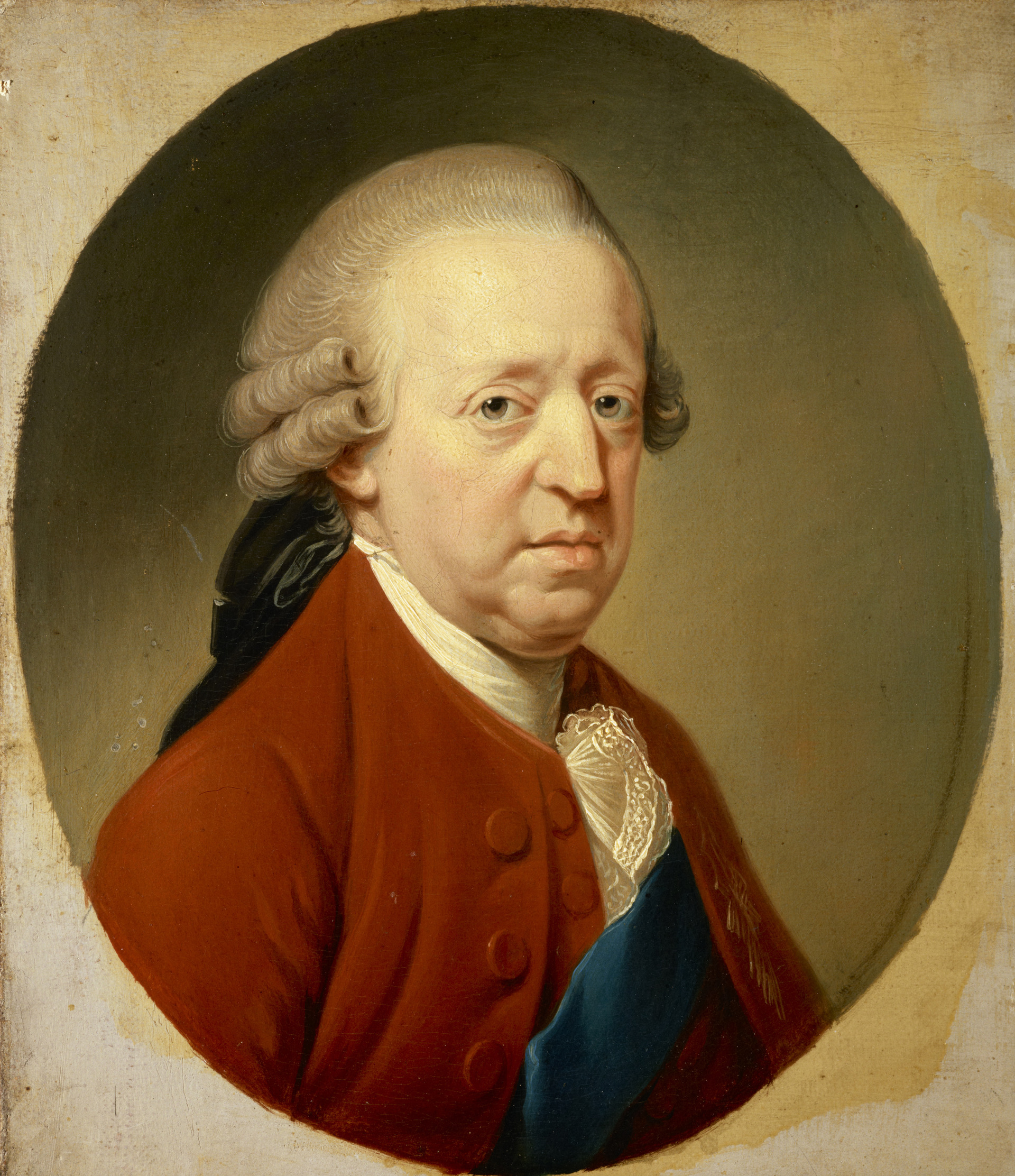
Charles Édouard Stuart en 1775.

Après Waverley (1814), Le Nain noir (1816) et Rob Roy (1817), Scott s'intéresse une nouvelle fois aux jacobites. Il s'inspire principalement des Political and Literary Anecdotes of His Own Times de l'universitaire jacobite William King (1685-1763). Ce livre rapporte le séjour clandestin de Charles Édouard Stuart à Londres en 1750, et les vaines tentatives de ses partisans pour lui faire répudier sa maîtresse, Clementina Walkinshaw.
Scott peut avoir eu vent des rumeurs de ses visites ultérieures en Grande-Bretagne, en 1761 et en 1763. George III aurait été informé de celle de 1763. Voulant éviter de faire du prétendant un martyr, il aurait ordonné de ne pas l'inquiéter.

### Écriture
Scott a coutume de tenir ses éditeurs et ses amis informés de ses projets de roman et de l'avancement du travail. Étrangement, de septembre 1823 à début avril 1824, il ne souffle mot de Redgauntlet et il aiguille sur de fausses pistes (notamment  sur Les Fiancés et Le Talisman qui ne paraîtront qu'en 1825). Cette réserve provient peut-être du fait que Redgauntlet est le plus personnel de ses romans. Le récit contiendrait des références autobiographiques : apprentissage du métier d'homme de loi, passion contrariée pour Williamina Belsches, voyage dans le Lake District (dans le Cumberland, au nord-ouest de l'Angleterre) où Scott rencontre sa future épouse, déplacement professionnel dans le Dumfries et le Galloway en 1807… Le personnage du jeune Alan Fairford apparaît comme un autoportrait. Le père du jeune homme, Saunders Fairford, ressemble au père de l'auteur. Darsie Latimer semble inspiré de deux condisciples de l'étudiant Walter Scott. Les personnages d’Alan et de Darsie pourraient aussi être deux facettes du propre caractère de Scott,, à la fois homme de loi réaliste et poète rêveur.
On a donc peu de renseignements sur la genèse de l'œuvre. Le précédent roman, Les Eaux de Saint-Ronan, paraît le 27 décembre 1823. On suppose que Scott commence à écrire Redgauntlet à ce moment-là, durant les vacances de Noël. Il l'intitule Herries, ou Herris. C'est l'imprimeur et coéditeur Ballantyne qui suggère le titre Redgauntlet. Le livre est terminé le 2 juin 1824. 

### Publication
Redgauntlet. A Tale of the Eighteenth Century (Redgauntlet : histoire du XVIIIe siècle) paraît en trois volumes le 14 juin 1824 sous la signature « l'auteur de Waverley » :
- à Édimbourg chez Archibald Constable and Co. ;
- à Londres chez Hurst, Robinson and Co.[2].

## Contexte historique

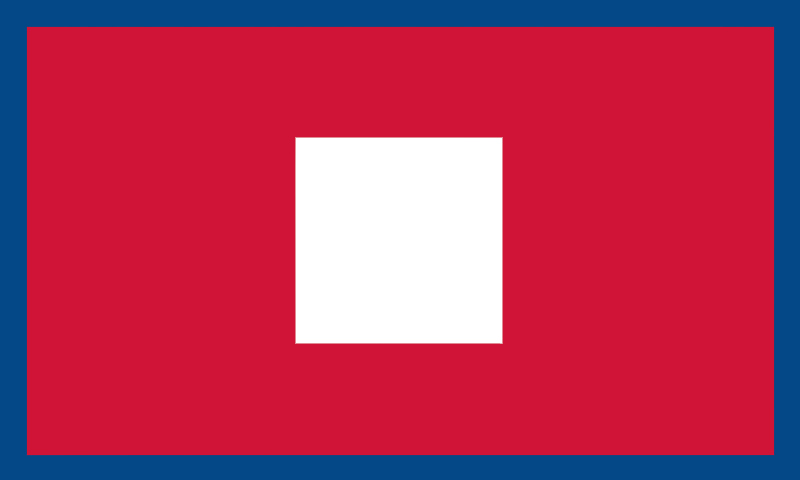
Drapeau jacobite.

Depuis 1707, l’Écosse est unie à l’Angleterre en un royaume de Grande-Bretagne. Les Stuarts ont été chassés du pouvoir. Les rébellions jacobites de 1715 et de 1745 ont été écrasées. Après une sauvage répression, le pardon général a été accordé. L’acte de 1748 a aboli le vasselage et les juridictions héréditaires. Le jacobitisme est en déclin. Le gouvernement ferme à présent les yeux sur la survivance de quelques proscrits qui n’ont pas obtenu leur grâce.

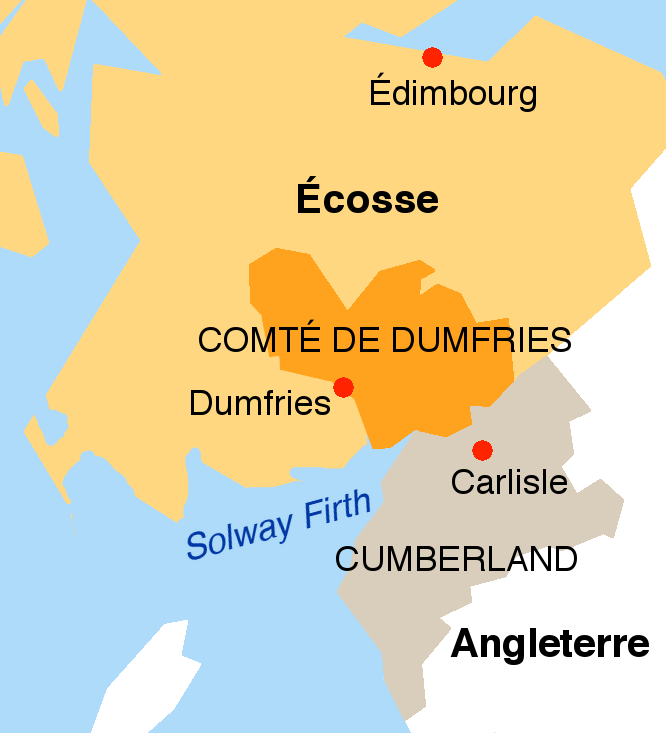
L'action principale prend place de part et d'autre du Solway Firth, qui sépare l'Écosse de l'Angleterre.

Certaines provinces sont mécontentes — principalement de l’administration —, ce qui peut encourager les jacobites à recommencer leurs intrigues. Mais, juge l’un des personnages du roman, les conspirateurs ne rallieront pas les mécontents : « toutes ces émeutes, tous ces tapages » n’ont aucun rapport avec leur cause. Et une nouvelle entreprise jacobite serait « la meilleure manière de rétablir l’union dans tout le royaume ».
Le 1er janvier 1766, le prétendant Jacques François Stuart meurt à Rome. Un dernier complot pour soutenir le nouveau prétendant, Charles Édouard, est déjoué à Londres, en 1767. C’est l’ultime soubresaut jacobite qu’évoque Walter Scott, à travers une trame totalement fictive qu’il situe en 1766.

## Dates et lieux du récit
Le récit se déroule en juillet et août 1766, principalement dans le comté de Dumfries (Écosse) et dans le Cumberland (Angleterre), c’est-à-dire « sur les frontières », là où les deux nations sont séparées par le Solway Firth, là où trafiquent « des espèces de diables amphibies, qui ne vivent ni sur terre ni dans l’eau, qui ne sont ni anglais ni écossais », et qui échappent aux lois.

## Résumé

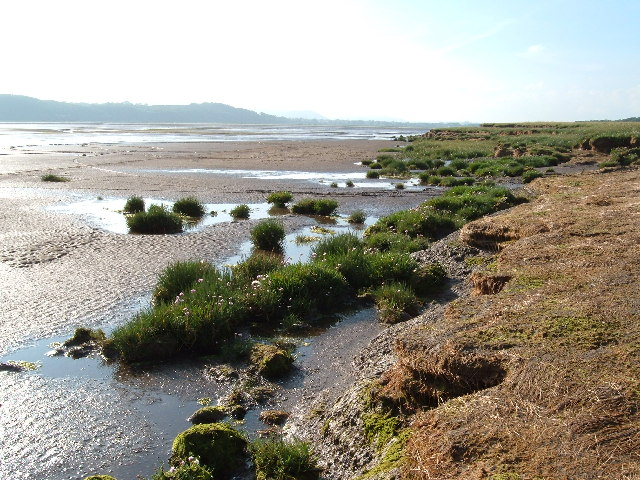
Le Solway Firth, au sud de Dumfries.

Darsie Latimer, étudiant en droit à Édimbourg, est né en Angleterre, pays vers lequel se tournent tous ses vœux, « avec tous les préjugés de l’orgueil national ». Orphelin de mère, il a été conduit en Écosse à l’âge de six ans. Il ignore qui est son père, position affligeante « dans un pays où grands et petits sont généalogistes de profession ». Son tuteur lui promet une immense fortune, qui lui appartiendra quand il aura 25 ans. D’ici là, il doit éviter de visiter l’Angleterre, comme d’enquêter sur sa famille.

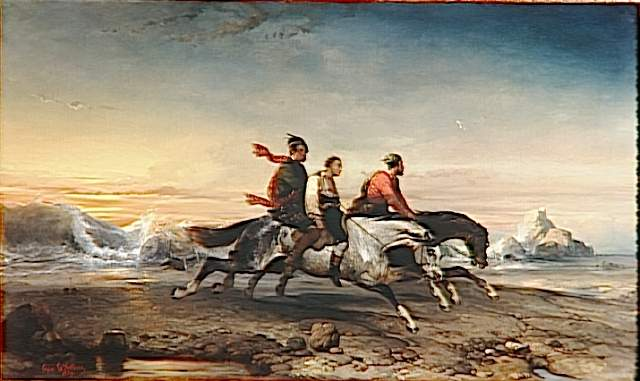
Darsie sauvé et enlevé par Herries.

Alors qu’il fait du tourisme dans le comté de Dumfries, tout près de l’Angleterre, il est enlevé par un personnage mystérieux. Son ami Alan Fairford, apprenant la nouvelle, se lance à son secours.
Après bien des intrigues, Darsie découvre que son ravisseur, Herries de Birrenswork, de son vrai nom sir Hugues Redgauntlet, est son oncle. Darsie fait également la connaissance de sa sœur, Lilias. Il découvre par ailleurs que plusieurs jacobites éminents et le prétendant Charles Édouard Stuart sont réunis dans un cabaret du Cumberland, en Angleterre, dans le but d’organiser une révolte. Hugues Redgauntlet est à l’origine de ce nouveau complot jacobite, et il veut que Darsie, fils de son frère aîné et chef légitime de la famille, le rejoigne.
Lors de la réunion, Hugues Redgauntlet se rend compte que les conspirateurs sont très réticents à se lancer dans l’aventure. Soit prudence légitime, soit prétexte, ils font valoir qu’ils soupçonnent la maîtresse du prétendant d’espionner pour le compte du gouvernement de Londres. Sa présence menace la réussite de l’entreprise. Cette femme doit être renvoyée. Charles Édouard refuse, considérant que ses partisans n’ont pas de condition à mettre à leur ralliement.
Interrompant les discussions, Colin Campbell, lieutenant-général des forces régulières, apparaît soudain. Car le complot a été éventé par le gouvernement. Le roi George III veut bien pardonner aux conspirateurs, s’ils renoncent à leurs projets.
Charles Édouard repart en exil, tandis que ses partisans, trop heureux de s’en tirer à si bon compte, se dispersent. Hugues Redgauntlet, comprenant que la cause jacobite est définitivement perdue, accompagne Charles Édouard dans son exil. Darsie, qui est resté fidèle à la cause hanovrienne, est présenté à George III, tandis qu’Alan épouse Lilias.

## L’histoire de Willie le voyageur
Le roman est écrit sous des formes variées : correspondance, journal, narration classique, confession du capitaine Nanty Ewart. Un moment très fort est le conte narré par Willie le voyageur. C’est une histoire de fantômes, dont la péripétie la plus impressionnante est la rencontre du grand-père de Willie, Steenie Steenson, avec le fantôme de son propriétaire, Robert Redgauntlet (l’arrière-grand-père de Darsie). Tous les événements surnaturels ont certes des explications raisonnables. Mais Willie les rejette avec véhémence. L’histoire de Willie le voyageur est le plus célèbre des contes de Walter Scott. Il est considéré de nos jours comme une des toutes meilleurs histoires courtes.

## Personnages
Le livre compte quelque 120 personnages.
- Darsie Latimer approche de ses 21 ans. Protestant, il n’est « pas très pur du vieux levain de l’épiscopat ». Hanovrien, il aime cependant à entendre les histoires des Highlanders sur les temps de trouble. Il montre peu d’inclination pour la carrière d’homme de loi. Paresseux, de caractère instable, mais d’humeur joviale, agréable compagnon, espiègle, extravagant. Peu de solidité, inconstant, étourdi. Bon et généreux. « Brave garçon, quoique fort léger », selon le père d’Alan. Une envie désordonnée de courir après les aventures et les situations romanesques. Se laisse entraîner, sans réfléchir, par le premier venu.
- Alan Fairford de Clinkdollar, écuyer-avocat, ami de Darsie. Ses qualités sont moins vives et moins brillantes que celles de son ami. Plus réaliste et plus solide que Darsie.  Sérieux, solennel et grave. Rigide et réservé. « Jeune sophiste sec et enfumé », de son propre aveu. « Fat ignare et pédant », selon Herries. Prudent, énergique, sensé, généreux, ferme, calme. Il est privé du patronage personnel dont jouissent les jeunes aristocrates, protégés par les alliances de leurs familles. Il sait donc qu’il lui faut acquérir par de longs efforts les avantages que possèdent les autres « comme par droit de naissance ». Mais, dans une situation dramatique, il n’hésite pas une seconde à faire passer l’amitié avant sa carrière.
- Saunders (Alexandre) Fairford, père d’Alan, writer to the signet[13]. Whig, hanovrien et presbytérien. Il a combattu du côté hanovrien lors de la rébellion jacobite de 1745. Cependant, il a des clients et des relations d’affaires dans les familles des deux partis. Aussi adopte-t-il un compromis de langage pour satisfaire tout le monde : d’une personne mêlée à « l’affaire » de 1745, il dit qu’elle s’est « absentée » à une certaine époque.
- William Crosbie, prévôt de Dumfries. Prétend avoir porté les armes contre les jacobites. Affirme abhorrer le papisme et tenir à l’Église réformée. Magnifiques et nombreuses déclarations de zèle pour les principes de la Glorieuse Révolution. Prononce de beaux discours contre le prétendant, ainsi qu’en faveur du roi George et du gouvernement établi. Mais ses ennemis affirment qu’il n’oserait rien avancer de tout cela dans la chambre à coucher conjugale. Prudent, il ne tient pas à mécontenter les jacobites. Nul n’ayant jamais pu découvrir s’il est whig ou tory, il a été nommé trois fois prévôt.
- Jenny Crosbie, épouse du prévôt. « Proche parente » (cousine au quatrième degré) de Herries. Elle a d’effrayants sourcils, porte la culotte dans le ménage, impose à son mari des vues jacobites, tout en affectant en société un air de profonde soumission.
- Herries de Birrenswork, ou « le Laird des lacs ». Darsie n’est jamais à court d’adjectifs pour le définir : triste, sévère, sombre, fier, menaçant, terrible, froid, mélancolique, hautain, dédaigneux, brusque, farouche, sauvage, silencieux, soucieux, grave, taciturne. Dominateur. Méprisant. Arrogant. Alan le trouve désagréable et impoli. Il est en réalité sir Hugues, laird de Redgauntlet, et l’oncle de Darsie. Tory. Mêlé à « l’affaire » de 1745, il a été proscrit et n’a pas obtenu sa grâce. S’obstine dans des intrigues politiques que tout le monde considère comme désespérées.  Téméraire, passionné, déterminé, « âme puissante », il possède « une confiance absolue dans sa force et son énergie supérieures ». C’est « un enthousiaste politique du genre le plus dangereux ». Il considère ses neveux comme « Redgauntlet à moitié » : leur métal a « perdu sa force et sa dureté », puisque leur mère n’est pas une Redgauntlet.
- Cristal Nixon, valet d’écurie et homme de confiance de Herries. Tory, matérialiste. Renfrogné, misanthrope. Paraît d’une fidélité à toute épreuve.
- « La Mante verte », nièce de Herries, fine, hardie, résolue, calme dans le danger. Il s’agit de Lilias Redgauntlet, la sœur de Darsie. D’opinions libérales : elle éprouve une inclination à devenir whig et protestante.
- Joshua Geddes, de Mont Sharon, quaker. Franc, calme, bienveillant, cordial, humain, jamais à court de réponse, un peu vain. Selon Herries, il est en réalité un grave et avare hypocrite, cupide, fanfaron et lâche. Plus de vivacité que n’en veulent laisser paraître ses démonstrations de patience : il  n’a pas réussi à dompter entièrement un naturel fougueux.
- Willie Steenson, ou Willie le Voyageur, ménétrier ambulant, aveugle.
- Peter Peebles. Plaideur égaré depuis vingt ans dans un labyrinthe de procédures. A perdu dans les cours de justice « son temps, sa fortune et sa raison ». S’exprime en termes de prétoire. Devenu un pathétique « vieil épouvantail », il pourrait exciter une certaine sympathie. Mais il ne peut faire oublier qu’il a été un propriétaire cruel. Égoïste forcené, il se comporte en parasite d’une noire ingratitude, insolent et désagréable.
- Matthieu Foxley de Foxley Hall, dans le Cumberland, juge de paix ignare, stupide et poltron.
- Maître Nicolas Faggot (Nick), Anglais, clerc de Foxley. Ayant un assez joli emploi dans le comté, il se croit tenu à montrer du zèle pour le gouvernement. Vénal et pleutre.
- Pate Maxwell, de Summertrees, surnommé Tête-en-Péril pour avoir échappé à la potence. Vieux gentilhomme campagnard, « jacobite aussi noir que le vieux levain peut les faire ». Il est sarcastique, ce qui désigne un homme mécontent. Prétentieux, fanfaron, bavard, arrogant, mais aimable convive, joyeux compagnon. Ami du jacobite Henry Redgauntlet qui fut exécuté à Carlisle. Herries le traite parfois d’imbécile, mais le consulte néanmoins. Élevé pour le barreau, il n’a jamais pris la robe, car il a refusé de prêter serment. Se montre donc très méprisant vis-à-vis des hommes de loi d’extraction plébéienne, qu’il appelle « les nouveaux parvenus, les nouveaux seigneurs ».
- Peter MacAlpin, vieil horloger jacobite de Dumfries, porté sur la bouteille. A fait jouer au carillon d’Édimbourg, un 10 juin[14], l’hymne jacobite Over the water to Charlie[15].
- Tom Trumbull, dit Tam Turnpenny (« grippe-sou »), « homme très respectable », « jouissant d’une certaine considération dans le monde », vieux trafiquant d’Annan, dévot démonstratif, donneur de leçons et, en parallèle, ivrogne. Spécialisé dans l’exportation du whisky, qu’il met à la mode en Angleterre. Selon le capitaine Nanty Ewart, c’est un « diable sordide et hypocrite » qui boit toujours aux frais d’autrui, qui croit commettre un péché quand il lui faut payer ce qu’il a bu, et qui a « le plus clair des profits sans courir aucun risque ».
- Nanty (Antony) Ewart, contrebandier et proscrit, capitaine du brick Jenny la Sauteuse, (la Sainte Geneviève, de son vrai nom), ancien pirate. Ivrogne haut en couleur, débordant d’une jolie verve. Fils d’un ministre presbytérien, il a fait des études avant de sombrer dans l’alcool : il a une « poignée de latin » et une « petite pincée de grec ». Lit Salluste dans le texte, cite la Bible, Juvénal et Virgile. Il n’apprécie guère les jacobites, ni ceux qui font « la contrebande de papisme ». Aime le roi George, « mais pas assez pour payer les droits de douane ».
- Jess Cantrips, fille aux yeux noirs, bien dégourdie. Abandonnée par Nanty, elle tombe dans la prostitution et l’escroquerie.  Déportée aux colonies.
- Le père Crackenthorp (Joe), Anglais du Cumberland, trafiquant et cabaretier, « le plus jovial compagnon qui soit au monde », « un gentilhomme, des pieds à la tête ». Dans les meilleurs termes avec les autorités, avec les contrebandiers et avec les conspirateurs jacobites. Ne boit que du rhum, jamais de whisky.
- Séraphine Arthuret de Fairladies, vieille fille charitable, « damnée papiste[16] » d’un esprit un peu étroit, fortement entraînée vers une dévotion superstitieuse.
- Angélique Arthuret, sœur cadette de Séraphine, vieille fille comme elle.

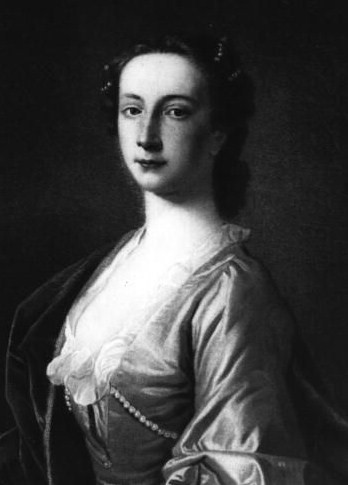
Clementina Walkinshaw vers 1760.

- Dick (Richard), jardinier des sœurs Arthuret. Garçon hardi et causeur. Feint de se rendre en pèlerinage, pour échapper au travail.
- Ambroise, vieux domestique des sœurs Arthuret, « moitié médecin, moitié aumônier, moitié sommelier » — et tout à fait gouverneur des âmes, le père confesseur étant souvent absent.
- Le révérend père Bonaventure, solennel, majestueux, sérieux, triste. Il s’agit en réalité de Charles Édouard Stuart, figure historique déjà croisée dans Waverley. Autoritaire, condescendant, voire méprisant, inflexible. Dans l’introduction, Scott évoque l’éclatant Charles Édouard de 1745, vaillant, infatigable, remportant trois batailles sur des forces régulières[17]. Il n’a rien à voir avec cet homme vieilli avant l’âge, imbu de son importance, buté d’une façon si prévisible qu’il offre à des partisans irrésolus un prétexte pour se défiler[18].
- La maîtresse de Charles Édouard. Scott ne la nomme pas dans le récit, mais il dit s’inspirer de Clementina Walkinshaw[19]. Beauté fière et superbe, aucune modestie. Les conspirateurs la présentent comme une espionne, pensionnée du gouvernement hanovrien, ayant une sœur à la cour « de l’électeur de Hanovre » (le roi George III). La pression que les conspirateurs exercent à son sujet sur le prétendant a un fondement historique : un certain MacNamara avait été dépêché à Paris pour obtenir de Charles Édouard la mise au couvent de la suspecte[20].
- Colin Campbell le Noir, lieutenant-général de l’armée régulière.

### Personnages de l’histoire de Willie le Voyageur
- Sir Robert Redgauntlet de Redgauntlet.
- Steenie Stenson, grand-père de Willie le Voyageur.
- Le vieux Dougal MacCallum, sommelier.
- Lawrie Lapraik, voisin et créancier de Steenie, un fin matois, whig ou tory suivant le côté d’où vient le vent.
- Le major Weir (du nom d’un sorcier brûlé à Édimbourg), singe de sir Robert.
- Sir John, fils de sir Robert.
- Le vieil Hutcheon.
- La mère Tibbie Faw, grande diablesse de femme tenant un petit cabaret solitaire, à l’entrée du bois de Pitmurkie.
- Un cavalier étranger.
- Fantômes de seigneurs sanguinaires.
- Fantômes de leurs exécuteurs de basses œuvres.

## Analyse
En 1824, avec Redgauntlet, Scott délaisse un moment l’exotisme et le passé lointain (Ivanhoé en 1819, Kenilworth en 1821, Quentin Durward en 1823) pour revenir à l’inspiration de ses débuts romanesques : l’Écosse du XVIIIe siècle, veine qui aurait fourni, selon certains, le meilleur de sa production. On parle parfois de « cycle jacobite », d’une trilogie qui réunirait Rob Roy (évoquant la rébellion jacobite de 1715), Waverley (évoquant la rébellion jacobite de 1745) et Redgaunlet (s’inspirant des derniers complots jacobites).

### Thèmes principaux

#### Respect des lois
Le respect des lois est au centre de ce livre qui défend vivement la bourgeoisie. Le récit fait apparaître que les survivances du passé ne permettent pas toujours d’assurer la protection des biens et des personnes : le prévôt de Dumfries ne voulant pas mécontenter les gentilshommes campagnards (catholiques et jacobites), la pêcherie des quakers est détruite sans que les coupables soient inquiétés ; Darsie est enlevé par un proscrit sans que des recherches soient entreprises ; un plaideur fou obtient d’un juge de paix fantoche un mandat d’amener contre son avocat… Toutes ces anomalies appartiennent à un temps révolu, au temps de la noblesse, où la force primait sur le droit, où la justice était confiée à des incompétents. Les hommes de loi issus de la bourgeoisie, tel Alan, incarnent le présent. Ils sont là pour défendre « la liberté et le droit de propriété ».

#### Changement de société
« Scott est un fils des Lumières », dit James MacCearney. Il a appris chez David Hume, chez Adam Ferguson et chez Adam Smith. Et ses romans historiques ont pour objet de démontrer comment une société passe d’un état de civilisation à un autre. Dans Redgauntlet, on trouve bien entendu le thème scottien récurrent d’une catégorie sociale réaliste, qui prend le pas sur des féodaux égarés dans des valeurs désuètes (honneur, bravoure), armes inadaptées à ce combat d’un type nouveau. Les vertus chevaleresques sont mortes avec Charles Édouard, dit Scott. Le capitalisme marchand impose sa loi.

#### Courage civil
Le thème du courage est souvent évoqué. Par opposition à la bravoure militaire (exaltée dans les rêveries romanesques de Darsie), le courage civil est vigoureusement défendu par l’avocat Alan et par le quaker Joshua Geddes.

#### Destin
Une discussion sur le libre-arbitre (« la liberté des Anglais ») et la prédestination oppose Darsie à son oncle. 
Comme dans une tragédie grecque, le destin semble punir les Redgauntlet d’un crime commis par un aïeul : cette famille n’embrasse que des causes qui vont échouer. Les Redgauntlet sont résolus, ils luttent vigoureusement, ils font preuve du courage le plus désespéré, mais ils ne peuvent jamais avancer d’un seul pas.
De même un conspirateur, consterné de l’opiniâtreté du prétendant, va jusqu’à soupçonner la famille Stuart de subir quelque vengeance de Dieu (parole qui aurait été réellement adressée au prétendant par MacNamara).

#### Grande cause perdue
On trouve dans le livre de Scott « le thème cher entre tous au romantisme, le chant funèbre d’une grande cause perdue ».

#### Fantômes du passé

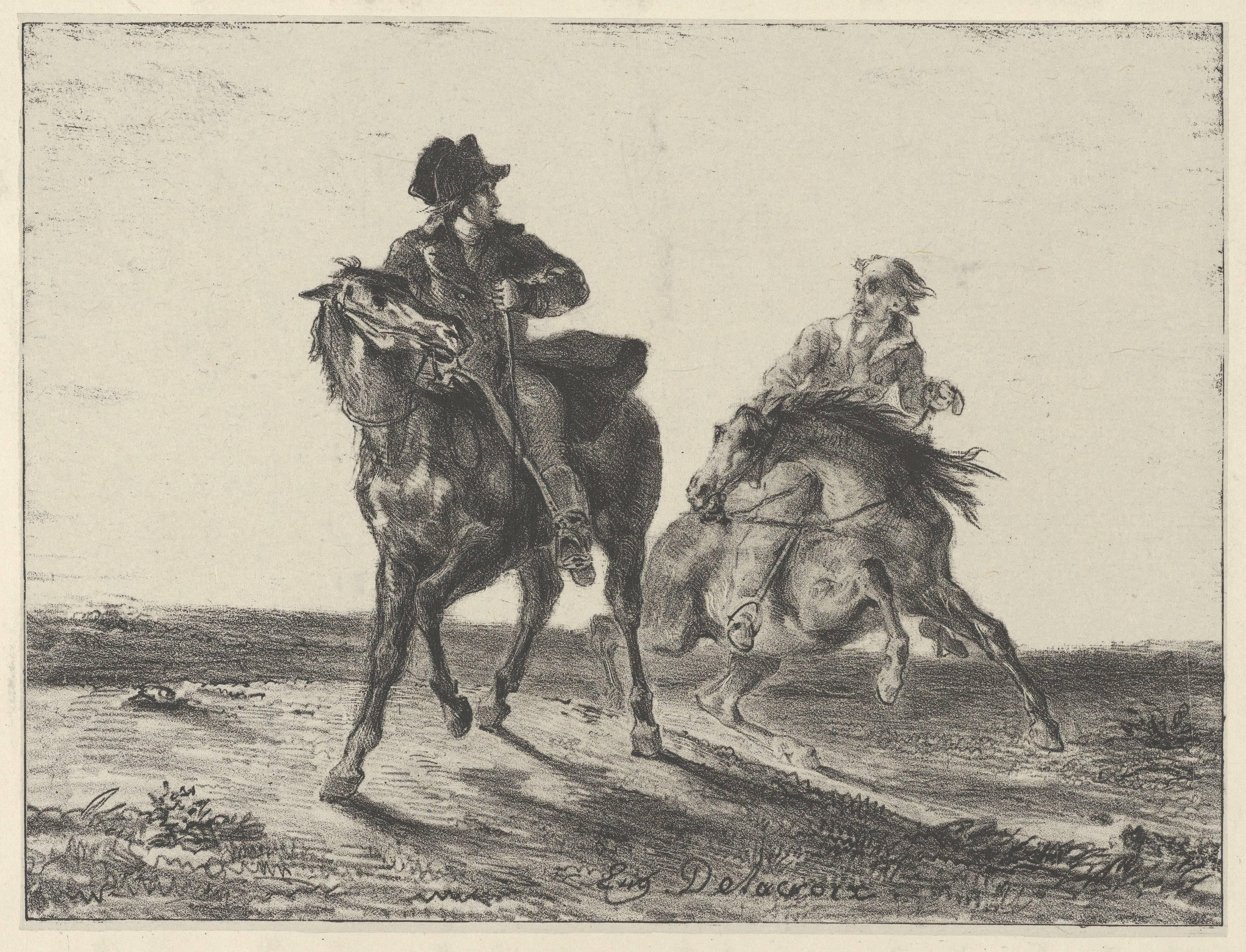
Steenie et le mystérieux cavalier, par Delacroix.

Des critiques interprètent l’histoire de Willie le Voyageur comme une parabole renvoyant au roman. Steenie serait Darsie. Le cavalier mystérieux qui accompagne Steenie jusqu'au château serait le cavalier qui sauve Darsie de la noyade. Le refus d’obéir à un ordre déraisonnable venu d’outre-tombe (jouer d’une cornemuse rougie à blanc) correspondrait au refus de Darsie de venger la mort de son père en adhérant à une cause perdue d’avance. Scott semble nous dire que les fantômes du passé sont à respecter, mais que nous ne devons pas pousser trop loin la dévotion. Nous devons savoir garder notre libre-arbitre.

#### Réconciliation
Le livre est écrit deux ans après la première visite d’un souverain de la maison de Hanovre à Édimbourg. Scott, grand ordonnateur de cette venue, est aussi dans ses romans « le pacificateur ». S’il répète, livre après livre, qu’il convient de se soumettre aux verdicts de l’Histoire, il prend soin de respecter les vaincus. Dans Redgauntlet, il donne à l’épopée stuart « une dignité sereine et solennelle qu’elle était loin d’avoir dans les faits ». Il apprivoise les démons du passé, « qui sont aussi ceux de nos passions, car qu’est-ce que le progrès, pour l’homme des Lumières qu’il était, sinon la subordination des pulsions humaines à l’empire de la raison ? »

## Accueil
L'accueil du public est tiède. Les ventes ne décollent pas. Les critiques ne sont pas enthousiastes. Cependant, The Scotsman et Literary Gazette se montrent favorables ; ils encensent notamment l'histoire de Willie le voyageur. D'autres journaux reprochent le mélange de genre épistolaire et de narration classique. Ils voient dans l'échange de lettres un retour aux conventions romanesques du XVIIIe siècle. Les journalistes les plus sévères estiment que Scott ne travaille plus que pour l'argent, et que de tels livres ne méritent pas d'être soumis à leur examen. Redgauntlet est aujourd'hui considéré comme un des meilleurs romans de Scott.

## Éditions en langue française

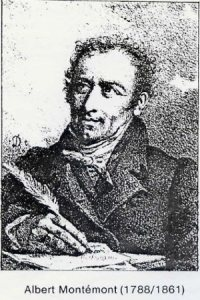
Albert Montémont.

### Premières traductions
- Redgauntlet : histoire du XVIIIe siècle, Paris, Charles Gosselin, 1824, 4 vol. in-12. Traduit par « le traducteur des romans historiques de sir Walter Scott ». Le nom du traducteur est donné en 1826 dans la réimpression de cette traduction (intitulée Redgauntlet : roman du XVIIIe siècle) : Auguste-Jean-Baptiste Defauconpret.
- Redgauntlet : histoire du XVIIIe siècle, Paris, Armand-Aubrée, 1831, in-8o. Traduction d'Albert Montémont[38].

### Édition moderne
Redgauntlet : histoire du XVIIIe siècle, coll. « Motifs », Privat/Le Rocher, 2007, 2 vol. Traduction d'Albert Montémont, préface de James MacCearney.

## Influence
La réunion des nobles conspirateurs prépare celle que Balzac met en scène dans Les Chouans. Le récit du capitaine Nanty Ewart et la terrible figure de Herries annoncent Le Maître de Ballantrae de Stevenson.

## Adaptations

### Arts graphiques
- Eugène Delacroix, Redgauntlet poursuivi par un lutin à cheval, lithographie commencée en 1829, retravaillée en 1841, inachevée[35].
- Eugène Lepoittevin, Redgauntlet sauvant Darsie des eaux, huile sur toile, 1839, musée des beaux-arts de Brest[39].

### Théâtre et opéra
- En 1830, Alfred de Musset tire de l’histoire de Willie le voyageur une pièce de théâtre, La Quittance du Diable, qui ne peut être représentée en raison des troubles révolutionnaires. Elle est jouée à Avignon, au Théâtre des Roues à Aubes, en 1998[40] ; puis représentée en Touraine en 2008 par le Théâtre de l’Ante[41].
- Le roman lui-même connaît différentes adaptations théâtrales ou musicales outre-Manche, mais aussi en France…
  - Le Revenant, opéra fantastique en deux actes et cinq tableaux sur une musique de José Melchor Gomis (es), créé le 31 décembre 1833 à l’Opéra-Comique de Paris[42].
  - Redgauntlet, drame français en trois actes de Paul Foucher et Jules-Édouard Alboize de Pujol, créé le 19 février 1843 au théâtre de l'Ambigu-Comique, à Paris[43].